# Норт Каролина (линеен кораб, 1940)
Норт Каролина (на английски: USS North Carolina (BB-55), „Северна Каролина“) е линеен кораб на САЩ. Главен кораб в серията от две единици. Има прякора „Шоукораб“ (на английски: Showboat), тъй като по време на ходовите му изпитания в залива на Ню Йорк е наблюдаван от крайбрежието от тълпи граждани.

## История на службата
Поръчката за построяването на линкора „Норт Керолайн“ получава военноморската корабостроителница в Ню Йорк. Килът е заложен на 27 октомври 1937 г., спускането на вода се състои на 13 юни 1940 г. „Кръстница“ е Изабел Хоуей, дъщеря на губернатора на щата Северна Каролина. Поради проблеми с вибрациите се налага провеждането на замяната на винтовете. Изпитанията се проточват, а тъй като те се провеждат в залива на Ню Йорк, жителите на града ги гледат от брега, и линкорът получава прякора „шоубот“.
На 6 декември на него издига своя флаг командващия 6-а дивизия линкори контраадмирал Дж. У. Уилкокс. След нападението над Пърл Харбър „Норт Каролина“ е планирано да се изпрати в Тихия океан. Но до пролетта на 1942 г. линкорът се занимава с бойна подготовка в Атлантика и в Тихия океан пристига едва на 10 юни. Линкорът влиза в състава на прикритието на самолетоносача „Ентърпрайз“ (USS Enterprise (CV-6)). На 7 август съединението заедно със самолетоносачите „Уосп“ и „Саратога“ се занимава с прикритието на десанта на американските войски на Гуадалканал. На 24 август „Норт Керолайн“ заедно със съединението на „Ентърпрайз“ взема участие в битката с японските самолетоносачи – в сражението при Източните Соломонови острови. По време на боя линкорът подсигурява ПВО, вероятно сваляйки при това от 7 до 14 самолета. На 15 септември 1942 г. американските самолетоносачи се занимават с прикритието на конвоя, доставящ подкрепления и припаси за Гуадалканал. Залп на японската подводница I-19 изпраща на дъното „Уосп“, а едно от торпедата удря „Норт Керолайн“. Линкорът отплава за Пърл Харбър, където се ремонтира до началото на следващата година.
През цялата 1943 г. линкорът прикрива войсковите конвои в източната и югоизточната части на Тихия океан. От март до април и през септември преминава ремонт и модернизация в Пърл Харбър. През ноември прикрива самолетоносача „Ентърпрайз“ при нанасянето на удара по островите Гилбърт. През декември влиза в охраната на самолетоносача „Бънкър Хил“ (USS Bunker Hill (CV-17)) по време на рейда над Кавиенгу в Нова Ирландия.
През януари 1944 г. влиза в състава на бързоходното авионосно съединение TF.58. Участва в операциите по превземането на островите Куаджалин, Намюр, Рои, Трук, Марианските острови, сражението във Филипинско море. След това взема участие във финалните битки в Тихия океан – превземането на Лейте, рейдовете против Формоза, островите Рюкю, Хоншу. Осъществява прикритие на десанта на Иво Джима и обстрелва крайбрежията на японските острови, спечелвайки за времето на войната 12 бойни звезди.
На 27 юни 1947 г. е изваден от бойния състав и е поставен в консервация в Ню Йорк. На 1 юни 1960 г. е изключен от списъците на флота и на 6 септември 1961 г. е предаден на щата Северна Каролина. От 29 април 1962 г. и понастоящем е мемориал в Уилмингтън.

## Списък на бойните звезди
Участва в бойните действия против Япония на Тихоокеанския театър, получавайки 12 бойни звезди:
- 7 – 9 август 1942 г. – десанта на островите Гуадалканал и Тулаги
- 23 – 25 август 1942 г. – битката при Източните Соломонови острови
- 19 ноември – 8 декември 1943 г. – операцията на островите Гилберт
- 29 януари – 8 февруари 1944 г. – операцията на Маршаловите острови (десанта на атолите Куаджалин и Мадзуро)
- 16 февруари – 1 май – азиатско-тихоокеански рейдове (атаката над Трук 16 – 17 февруари, атаката над Марианските острови 21 – 22 февруари, рейдовете по атолите Палау, Яп, Улити, Уолеаи 30 март – 1 февруари, рейдът над Трук, Сатаван, Понапе 29 април – 1 май)
- 21 – 24 април 1944 г. – операцията в западна Нова Гвинея в района на Холандия
- 11 – 20 юни – Марианска операция, превземането и окупацията на остров Сайпан, битката във Филипинско море
- 13 ноември – 16 декември 1944 г. – операцията в залива Лейте
- 3 януари – 22 януари 1945 г. – операцията на остров Лусон
- 15 – 16, 25 февруари – 1 март 1945 г. – операцията на Иво Джима
- 17 март – 27 април 1945 г. – операцията на Окинава
- 10 юли – 15 август 1945 г. – операциите на 3-и Флот против Япония